# I-174
El I-174 (イ-174?) fue un submarino japonés del Tipo KD6b, activo en la Armada Imperial Japonesa durante la Segunda Guerra Mundial. 

## Historial
Entró en servicio el 15 de agosto de 1938 tras ser construido en los astilleros de la base naval de Sasebo, con la designación I-74. Tras casi cinco años de servicio, su identificador fue incrementado en un centenar en mayo de 1942, pasando a ser el I-174. 
Su primera misión durante la Segunda Guerra Mundial consistió en estacionarse al sur de la supuestamente deshabitada isla de Niihau durante el ataque a Pearl Harbor, para rescatar a pilotos que tuviesen que realizar aterrizajes de emergencia en la isla. La imposibilidad de uno de ellos, Shigenori Nishikaichi, de comunicar con el submarino, provocó el Incidente de Niihau.
El 19 de abril de 1942 rescató a los supervivientes del Iwate Maru, uno de los buques de patrulla hundidos por los aparatos del USS Enterprise mientras era parte de la flota que lanzó la incursión Doolittle contra Japón.
Durante más de un año, el I-174 atacó infructuosamente convoyes, escapando igualmente de los ataques de los buques de escolta y aviones antisubmarino, hasta el 16 de junio de 1943, cuando en un arriesgado ataque y tras rebasar a las corbetas de escolta del convoy GP55, lanzó dos únicos torpedos que alcanzaron dos blancos diferentes, el transporte de 5.551 toneladas Portmar, que resultó hundido, y el buque de desembarco de 5.000 toneladas USS LST-469, que requirió remolque hasta Sídney para ser reparado y tuvo 26 muertos a bordo como consecuencia del ataque.
El 20 de junio se reciben órdenes de abandonar aguas australianas, y durante los siguientes meses el I-174 se limita a realizar misiones de transporte, hasta que a finales de año es nuevamente enviado a atacar convoyes. El 6 de diciembre escapa de la destrucción mediante cargas de profundidad por parte de un destructor estadounidense, que provoca graves daños, con vías de agua en las salas de máquinas y fallos en el sistema eléctrico. Cuando las baterías están próximas a agotarse, se ordena una emersión de emergencia. Un chubasco oculta al I-174 en superficie, que se dirige a Truk.
El 3 de abril de 1944 el I-174 parte para la que será su novena, y finalmente última patrulla. El 10 de abril el capitán Katsuhito Suzuki radia un informe de situación, no informando de la misma al día siguiente. El 12 de abril, un bombardero Consolidated B-24 Liberator ataca y hunde al I-174 en la posición (10°45′N 152°29′E / 10.750, 152.483) al este de Truk.